# 個人軟體程序
個人軟體程序：是一套關於軟體開發程序的指導方針以及訓練構成的學科。由美國卡内基梅隆大学軟體工程研究所所提出。其由能力成熟度模型（CMM）中延伸發展而來。
軟體工程開發的成果往往取決於工程師的技術與工作習慣，而軟體開發的成本中，人事成本約佔70%，而個人軟體程序便是為了改善這部份的問題所設計。
個人軟體程序其改善目標為：管理專案的品質，決定可預見的承諾，改善評估與計畫以及減少產品的瑕疵。

## 外部連結
- （英文） PSP Training （页面存档备份，存于）